# Освіта у Франції

Система освіти у Франції

Сучасна система освіти Франції остаточно утвердилася ще у 18 ст. і на сьогодні вважається однією з найкращих у світі.
Основна її особливість — доступність безкоштовного навчання для всіх в державних вищих навчальних закладах країни, включаючи іноземців (університети стягують з іноземних студентів лише номінальну плату). Ще одна особливість освітянської системи Франції — це практично однакова якість навчання як у самій столиці Франції, так і в провінціях.
За останніми даними число школярів і студентів у Франції перевищило 15 млн осіб і склало чверть населення країни У країні близько 7 тис. коледжів, 2600 ліцеїв. На потреби освіти щорічно витрачається 21 % державного бюджету. Система освіти — найбільший роботодавець країни: у ній зайнято більше половини державних службовців.
Французька система освіти має яскраво виражену національну специфіку. У цій країні своя система дипломів та вчених ступенів, особливий розподіл на цикли. І особливе відношення до дипломів державних навчальних закладів: вони, як правило, цінуються набагато вище, ніж дипломи приватних шкіл та університетів.
На сьогодні Франція посідає третє місце у світі з прийому іноземців. Навчання кожного такого студента обходиться державній скарбниці в 35 тис. франків на рік, іноземних студентів зараховують в державні навчальні заклади на однакових для всіх умовах.

## Школи Франції
Початкова освіта у Франції є обов'язковою і безкоштовною. Більшість дітей ще з 2-3 років відвідують так звані «материнські школи» (ecoles matemelles), в яких педагоги й психологи 3-4 роки готують їх до школи.
У школу діти йдуть у віці 6 років. Прийнята у Франції система шкільної освіти розділена на три блоки: початкова школа (5 років навчання), коледж (4 роки), ліцей (2-3 роки). Обов'язковими є перші два.
Ліцей — завершальна ланка системи середньої освіти й одночасно перехідний щабель до вищої освіти.
Ліцеї існують двох типів — загальної та професійної освіти. У ліцеях загальної освіти, які відкривають шлях у вищі навчальні заклади Франції, строк навчання — три роки. Відповідно до обраної спеціалізації ліцеїсти складають випускні іспити. Атестат про середню освіту (ВАС) має три різновиди: з орієнтацією на літературу (L), природничі науки (S) або економіку (ES). Другий напрямок має більш вузьку спеціалізацію: природничі науки й технології сфери послуг (STT), природничі науки й промислові технології (STI), природничі науки й лабораторні технології (STL) та медико-соціальні науки (SMS).

## Коледжі Франції
Коледжів, тобто середніх професійних навчальних закладів, як таких у Франції не існує. Коледжем тут називають II щабель середньої школи. Для людини, що не ставить собі за мету здобути вищу освіту, є прийнятний шлях — ліцей професійної освіти. За 2-3 роки навчання тут можна здобути будь-яку робочу спеціальність. Після здачі випускного іспиту учні, як правило, ідуть працювати на підприємства промисловості або сфери послуг. Існує й інший шлях — після закінчення коледжу вступити в один із центрів професійно-трудового навчання й одержати сертифікат, що дозволяє працювати за спеціальністю.
У Франції не існує суворої грані між середньою спеціальною і вищою освітою: перша слугує сходинкою для другої.

## Університети Франції
В системі вищої освіти немає такої спеціальності, яку не можна було б здобути в одному з навчальних закладів Франції. Кожен десятий студент, що здобуває вищу освіту у Франції, — іноземець. Вища освіта ділиться на три цикли, по закінченню кожного з яких студент одержує відповідний диплом.

### Перший цикл
Перший розрахований на два роки та завершується іспитом на одержання диплома про загальну (DEUG) або науково-технічну (DEUST) освіту. Багато хто зупиняється саме на цьому щаблі, оскільки такий документ дає можливість знайти непогану роботу.

### Другий цикл
Другий цикл складається із двох-трьох років навчання. По закінченні першого року видається диплом ліценціата (licence), другий закінчується одержанням диплома магістра (maîtrise), третій одержанням диплома мастера (master).

### Третій цикл
Протягом третього циклу поглиблено вивчається обрана спеціальність, вона супроводжується самостійною науковою працею, тему якої претенденти зобов'язані сформулювати до вступу. При успішному закінченні цього етапу видається диплом про спеціальну вищу (DESS) або поглиблену освіту (DEA).
У Франції налічується 80 університетів (universités) і близько 300 вищих шкіл (grandes écoles). Французькі ВНЗ відрізняються розмірами, але в цілому, незалежно від місця розташування, гарантують високу якість освіти. Для невеликих університетів характерне різноманіття дисциплін і велика кількість студентів першого циклу навчання. Університети великих провінційних міст — Лілля, Тулузи, Ліона, Екс-ан-Провайса, Бордоіля, Гренобля — як правило, відрізняються більш вузькою спеціалізацією, у них більше студентів другого й третього циклів. У Паризькому окрузі, де зосереджена чверть всіх французьких студентів, можна знайти практично все що завгодно — будь-який факультет, будь-яку програму, будь-яку спеціалізацію.
Офіційних рейтингів навчальних закладів у Франції не існує, але можна говорити про сформовані репутації. Так, у Страсбурзькому університеті, як вважається, на найкращому у Франції факультеті німецької мови, в університеті Монпельє на факультеті природничих наук і медицини тощо.
Принципової різниці між університетами й вищими школами не існує, мова може йти, скоріше за все, про історично сформовані типи. Диплом випускника однієї з вищих шкіл за престижністю іноді цінується вище, ніж диплом університету. Перші з них були створені ще до Французької революції: Гірська школа — в 1783 році. Королівська школа місто- і шляхобудування — роком пізніше. Найвідомішими є Еколь Нормаль (École Nonnale supérieure), Вища агрономічна школа (École Nationale supérieure agronomique), Вища комерційна школа (Écoles des hautes études commerciales), Політехнічна школа (École Polytechnique), Центральна школа цивільних інженерів (École centrale des arts et manufactures), Військова загальновійськова школа (École speciale militaire interarmes), Національна школа адміністрації (École Nationale d'administration).
В останні кілька років у багатьох вищих навчальних закладах Франції, особливо приватних, з'явилися магістерські програми англійською мовою. Вони орієнтовані на іноземців і розраховані на 1-2 роки навчання.

## Мовні школи Франції
Шкіл і курсів, що спеціалізуються на викладанні французької мови як іноземної, у Франції безліч. Короткострокові курси для вдосконалення розмовної практики легко знайти практично у будь-якому великому місті країни.
В основу навчання покладений комунікативний метод. Основний наголос на заняттях робиться на формування, розвиток й удосконалення навичок розмовної мови, велика увага приділяється вимові й граматиці. Спеціально розроблені програми, адаптовані для дітей. Програма навчання для іноземців базується на курсі сучасної французької мови «Нове без меж». При зарахуванні всі студенти проходять тестування для визначення рівня їхніх знань.
Навчання мові зазвичай сполучається з елементами знайомства із французькою культурою й традиціями. Крім уроків, школи організують обговорення тем, присвячених історії, традиціям і сучасному життю Франції, а також різні екскурсії. Як правило, у кожному навчальному закладі є центр для самостійної роботи, що включає бібліотеку, комп'ютери з доступом в Інтернет, устаткування для роботи з аудіо- і відеокурсами.
Серед найвідоміших — курси Навчального центра «Альянс франсез» (Alliance française). Відділення центру, крім Парижа, діють у Руані, Ліоні, Тулузі, Діжоні, Ніцці, Монпельє та Вандомі.

## Гранти та стипендії
Оскільки навчання у французьких університетах обходиться набагато дешевше, ніж в інших європейських країнах, питання про стипендії стоїть тут не так гостро. Проте уряд Франції щорічно виділяє стипендії.